# Alouatta mauroi
Alouatta mauroi és una espècie extinta de primat platirrí que va habitar el Brasil durant el Plistocè tardà.
L'espècimen, consistent en diversos fragments cranials, va ser trobat el 1984 a l'Estat de Bahia (Brasil), i dipositat al Museu de Ciències Naturals, de la Pontifícia Universitat Catòlica de Minas Gerais, Belo Horizonte. Va ser descrit formalment el 2008 després de comparar-lo amb les diferents espècies d'Alouatta.
L'existència de l'espècie a l'estat de Bahia durant el Plistocè, fa probable que hi hagi coexistit amb espècies grans de platirrins com Protopithecus i Caipora, la grandària dels quals excedia en un 20% el dels platirrins moderns.